# OFIS Arhitekti
OFIS Arhitekti ist ein slowenisches Architekturbüro mit Sitz in Ljubljana. Das Unternehmen wurde 1998 gegründet und gewann diverse Architekturpreise.

## Hintergrund und Auszeichnungen
Rok Oman und Špela Videčnik gründeten das Architekturbüro 1998. Beide sind Absolventen der Universität Ljubljana bzw. der Londoner Architectural Association School of Architecture. Neben ihrer Tätigkeit als Architekten unterrichten sie, unter anderem an der Harvard Graduate School of Design.
Für seine Arbeiten erhielt das Architekturbüro verschiedene Auszeichnungen. Darunter befindet sich auf internationaler Ebene unter anderem der IOC/IAKS Award in Silber für den Neubau des Ljudski vrt in Maribor und der 2006 vergebene European Grand Prix for Innovation Award sowie verschiedene slowenische Preise. Des Weiteren erhielt das Unternehmen mehrfach Nominierungen, darunter bspw. mehrfach den Preis der europäischen Union für zeitgenössische Architektur. Zudem waren sie als slowenische Vertreter auf der Biennale di Venezia vertreten.
Neben Architektur wurden von OFIS Kunstinstallationen und Performances durchgeführt.

## Gebäude
Zu Beginn des Architekturbüros wurden von OFIS mehrere Projekte in Slowenien verwirklicht. Darunter unter anderem das Stadtmuseum Ljubljanas. Schnell kamen aber auch grenzübergreifend Projekte hinzu, etwa in Italien und Österreich. 2006 begannen die Bauarbeiten zur Renovierung und Vergrößerung am Fußballstadion Ljudski vrt, die 2008 beendet wurden. 2007 eröffnete OFIS einhergehend mit einem Großprojekt mit 180 Wohnungen eine Dependance in Frankreich. Später wurde die von ihnen geplante Baryssau-Arena verwirklicht. Damit haben sie zwei verschiedene Stadien konzipiert, in denen in der UEFA Champions League Spiele in der Hauptphase ausgetragen wurden.